# David Weir (szkocki piłkarz)
David Gillespie Weir (ur. 10 maja 1970 w Falkirk) – szkocki piłkarz grający na pozycji środkowego obrońcy.

## Kariera klubowa
Piłkarską karierę Weir rozpoczął w juniorach Celtiku. Występował w juniorskiej drużynie Celtic Boys, ale w 1988 roku wyjechał do Stanów Zjednoczonych. Uczęszczał na Uniwersytet Evansville i jednocześnie występował w tamtejszej akademickiej drużynie piłki nożnej. W 1990 roku otrzymał tytuł dla najlepszego piłkarza ligi uniwersyteckiej USA, a w 1991 roku wrócił do Szkocji. Został piłkarzem Falkirk F.C., a w sezonie 1992/1993 zadebiutował w jego barwach w Scottish Premier League. Na koniec sezonu spadł z tym klubem do First Division, ale zespół „The Bairns” już po roku powrócił do ekstraklasy szkockiej. W Falkirk grał do roku 1996 i opuścił go po kolejnej degradacji klubu o klasę niżej. Wtedy też przeszedł do Heart of Midlothian F.C. z Edynburga. Tam także był podstawowym obrońcą drużyny, a w 1998 roku zdobył swój pierwszy Puchar Szkocji.
W lutym 1999 roku Weir przeszedł za 250 tysięcy funtów do angielskiego Evertonu. W Premiership swój pierwszy mecz rozegrał 17 lutego przeciwko Middlesbrough F.C. – Everton wygrał w nim 5:0. W zespole „The Toffies” Weir był podstawowym zawodnikiem. W zespole prowadzonym przez kolejnych menedżerów, swoich rodaków, Waltera Smitha oraz Davia Moyesa był kapitanem. W drużynie z Liverpoolu występował do stycznia 2007 roku i w tym okresie rozegrał 235 meczów w Premiership i zdobył 10 goli.
17 stycznia 2007 wrócił do Szkocji i na zasadzie wolnego transferu trafił do Rangers F.C. Z klubem z Glasgow podpisał półroczny kontrakt, a 21 stycznia zadebiutował w jego barwach w wygranym 1:0 wyjazdowym spotkaniu z Dunfermline Athletic F.C. Jego postawa w lidze była na tyle wystarczająca, że kierownictwo Rangersów przedłużyło kontrakt z Davidem o rok, do końca sezonu 2007/2008. W nim Weir dotarł do półfinału Pucharu UEFA. 1 lipca 2010, po swoich 40 urodzinach, podpisał kontrakt obowiązujący przez kolejny sezon.
| Sezon   | Klub                     | Kraj    | Rozgrywki               | Mecze | Bramki |
| ------- | ------------------------ | ------- | ----------------------- | ----- | ------ |
| 1992/93 | Falkirk F.C.             | Szkocja | Scottish Premier League | 30    | 1      |
| 1993/94 | Falkirk F.C.             | Szkocja | Scottish First Division | 37    | 3      |
| 1994/95 | Falkirk F.C.             | Szkocja | Scottish Premier League | 32    | 1      |
| 1995/96 | Falkirk F.C.             | Szkocja | Scottish Premier League | 34    | 3      |
| 1996/97 | Heart of Midlothian F.C. | Szkocja | Scottish Premier League | 34    | 6      |
| 1997/98 | Heart of Midlothian F.C. | Szkocja | Scottish Premier League | 35    | 1      |
| 1998/99 | Heart of Midlothian F.C. | Szkocja | Scottish Premier League | 23    | 1      |
| 1998/99 | Everton F.C.             | Anglia  | Premiership             | 14    | 0      |
| 1999/00 | Everton F.C.             | Anglia  | Premiership             | 35    | 2      |
| 2000/01 | Everton F.C.             | Anglia  | Premiership             | 37    | 1      |
| 2001/02 | Everton F.C.             | Anglia  | Premiership             | 36    | 4      |
| 2002/03 | Everton F.C.             | Anglia  | Premiership             | 31    | 1      |
| 2003/04 | Everton F.C.             | Anglia  | Premiership             | 10    | 0      |
| 2004/05 | Everton F.C.             | Anglia  | Premiership             | 34    | 1      |
| 2005/06 | Everton F.C.             | Anglia  | Premiership             | 33    | 1      |
| 2006/07 | Everton F.C.             | Anglia  | Premiership             | 5     | 0      |
| 2006/07 | Rangers F.C.             | Szkocja | Scottish Premier League | 14    | 0      |
| 2007/08 | Rangers F.C.             | Szkocja | Scottish Premier League | 37    | 2      |
| 2008/09 | Rangers F.C.             | Szkocja | Scottish Premier League | 36    | 2      |
| 2009/10 | Rangers F.C.             | Szkocja | Scottish Premier League | 38    | 0      |
| 2010/11 | Rangers F.C.             | Szkocja | Scottish Premier League | 37    | 0      |
| 2011/12 | Rangers F.C.             | Szkocja | Scottish Premier League | –     | –      |

## Kariera reprezentacyjna
W reprezentacji Szkocji Weir zadebiutował 27 maja 1997 roku w przegranym 0:1 towarzyskim spotkaniu z Walią. W 1998 roku został powołany przez Craiga Browna do kadry na mundial we Francji. Tam zagrał we dwóch spotkaniach: zremisowanym 1:1 z Norwegią i przegranym 0:3 z Marokiem.